# قرار مجلس الأمن التابع للأمم المتحدة رقم 1075
قرار مجلس الأمن التابع للأمم المتحدة رقم 1075، المتخذ بالإجماع في 11 تشرين الأول / أكتوبر 1996، بعد إعادة التأكيد على القرار 696 (1991) وجميع القرارات اللاحقة بشأن أنغولا، كلف المجلس يونيتا بمهام إضافية ومدد ولايةبعثة الأمم المتحدة الثالثة للتحقق في أنغولا حتى 11 ديسمبر 1996.
في 2 تشرين الأول / أكتوبر 1996، عُقدت قمة لمجموعة تنمية الجنوب الأفريقي حول السياسة والدفاع والأمن في العاصمة الأنغولية لواندا. كما شارك وفد من الجماعة الإنمائية للجنوب الأفريقي في مداولات مجلس الأمن بشأن أنغولا. ومن المهم أن تلتزم جميع الأطراف بخطط السلام في أنغولا، بما في ذلك بروتوكول لوساكا، واحترام حقوق الإنسان ووجود الأمم المتحدة لتنفيذ الاتفاقات.
وأُعرب عن القلق إزاء عدم إحراز تقدم في عملية السلام خلال الأشهر الثلاثة الماضية. وأدى التأخير في تسريح قوات يونيتا إلى تأخر العملية عن موعدها، مما زاد من صعوبة التقدم خلال موسم الأمطار. وكانت حالات التأخير، ولا سيما من جانب يونيتا، غير مقبولة للمجلس. غير أن الخطوات الإيجابية شملت وصول جنرالات يونيتا للخدمة في الجيش الموحد، وإيواء63,000 جندي، وتسليم الأسلحة الثقيلة، واختيار 10,000 من جنود يونيتا للجيش الموحد، وبدء تسريح الأفراد القصر، واقتراح يونيتا بشأن المكانة الخاصة لزعيمها.
شعر مجلس الأمن بخيبة أمل لأن يونيتا فشلت في الامتثال لالتزاماتها ودعا المجموعة لإنجاز المهام التالية على الفور:
(أ) استكمال اختيار 26,300 جندي لإدماجهم في القوات المسلحة الأنغولية؛
(ب) وقف تدفق الفارين من مناطق الإيواء وإعادة أولئك الذين فروا؛
(ج) تسجيل شرطي يونيتا؛
(د) تفكيك جميع مراكز قيادة يونيتا؛
(هـ) أن يعلن رسمياً أن جميع جنود يونيتا مقيمون في إيواء وأن يونيتا لم يعد لديها أسلحة؛
(و) المساهمة في بسط إدارة الدولة في جميع أنحاء أنغولا والتعاون مع بعثة الأمم المتحدة الثالثة للتحقق في أنغولا؛
(ز) توفير الجنرالات والضباط الآخرين للوحدة العسكرية؛
(ح) إعادة جميع أعضاء الجمعية الوطنية المنتخبين؛
(ط) الامتناع عن إعاقة أنشطة إزالة الألغام والرحلات الجوية للأمم المتحدة؛
(ي) التعاون مع حكومة أنغولا وجعل محطتها الإذاعية مستقلة وغير حزبية؛
(ك) استكمال تدريب موظفي يونيتا الذي من شأنه حماية مسؤولي يونيتا؛
(ل) للسماح بحرية حركة البضائع والأشخاص.
ما لم يتم الوفاء بهذه المهام، سينظر المجلس في فرض تدابير من القرار 864 (1993). ولوحظ اعتزام الأمين العام بطرس بطرس غالي تقليص حجم بعثة الأمم المتحدة الثالثة للتحقق في أنغولا بحلول نهاية كانون الأول / ديسمبر 1996 وفقا للقرار 976 (1995)، الذي أوصى أيضاً بأن تنتهي ولاية بعثة الأمم المتحدة الثالثة للتحقق في أنغولا بحلول شباط / فبراير 1997. وطُلب منه أيضاً أن يقدم تقريراً إلى المجلس بحلول 20 تشرين الثاني / نوفمبر و 1 كانون الأول / ديسمبر 1996 بشأن التقدم المحرز في عملية السلام.

## روابط خارجية
- نص القرار في undocs.org